# Iraqita-(La)
La iraqita-(La) és un mineral de la classe dels silicats, que pertany al grup de la steacyita. Rep el seu nom de l'Iraq, a on es troba la seva localitat tipus, i del lantani, l'element de terres rares dominant en la composició.

## Característiques
La iraqita-(La) és un silicat de fórmula química KCa₂(La,Ce,Th)Si₈O20. Cristal·litza en el sistema tetragonal. La seva duresa a l'escala de Mohs és 4,5.
Segons la classificació de Nickel-Strunz, la iraqita-(La) pertany a «09.CH - Ciclosilicats amb dobles enllaços de 4[Si₄O₁₂]8-» juntament amb els següents minerals: hialotequita, kapitsaïta-(Y), steacyita, turkestanita i arapovita.

## Formació i jaciments
Va ser descoberta al mont Shakhi-Rash, situat a la localitat d'Hero, a la Governació de Sulaymaniyya, dins el Kurdistan Iraquià (Iraq). Es tracta de l'únic indret en tot el planeta on ha estat descrita aquesta espècie mineral.